# Olivella pusilla

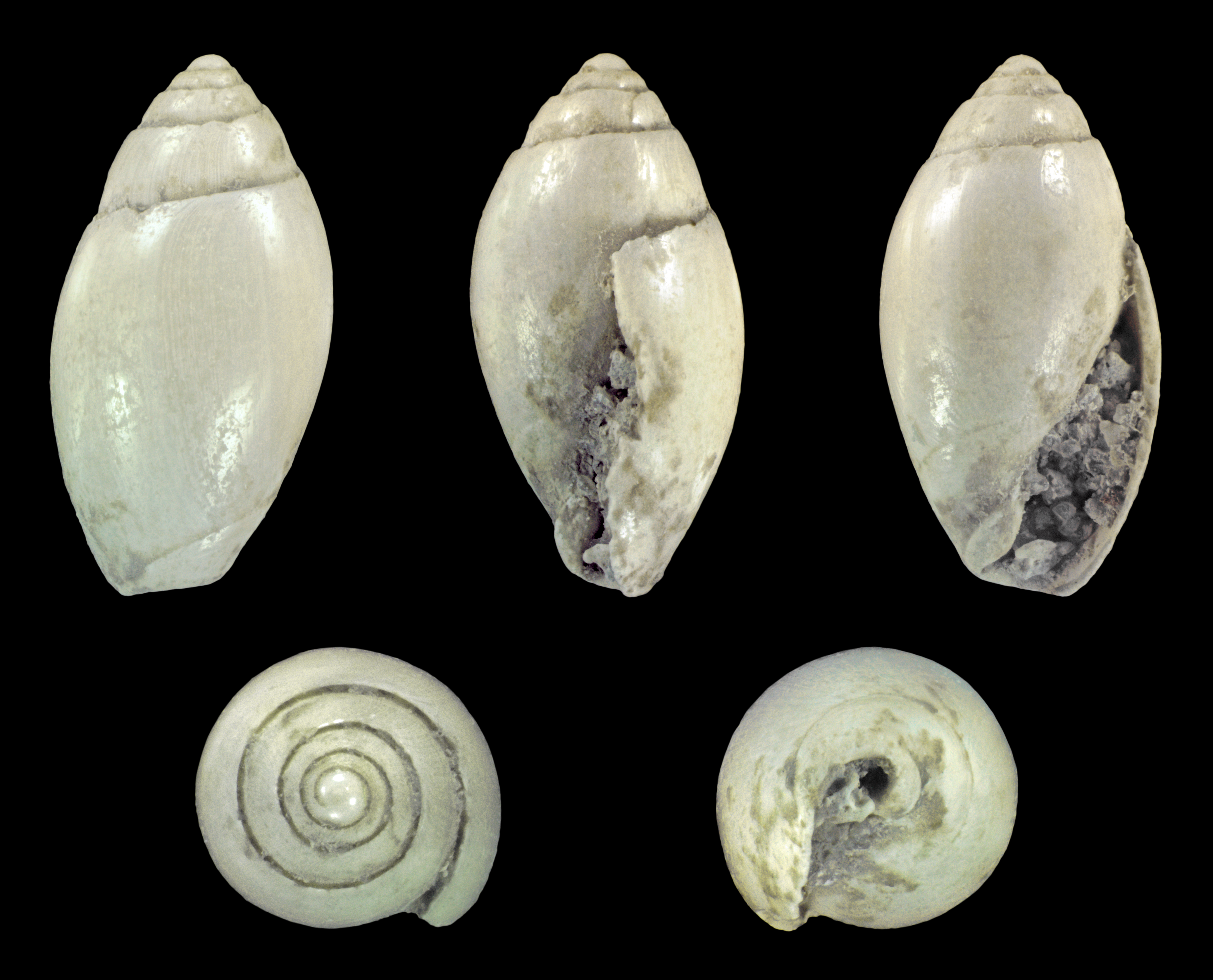
Fossil (Plioceen, Florida)

Olivella pusilla is een slakkensoort uit de familie van de Olividae. De wetenschappelijke naam van de soort is voor het eerst geldig gepubliceerd in 1871 door Marrat.